# Wierzbnica (województwo lubuskie)
Wierzbnica (daw. Wierzbnice) – wieś w Polsce położona w województwie lubuskim, w powiecie nowosolskim, w gminie Bytom Odrzański.
W latach 1975–1998 miejscowość należała administracyjnie do województwa zielonogórskiego.

## Nazwa
Nazwa miejscowości wywodzi się od nazwy drzewa wierzby. W kronice łacińskiej Liber fundationis episcopatus Vratislaviensis (pol. Księga uposażeń biskupstwa wrocławskiego) spisanej za czasów biskupa Henryka z Wierzbna w latach 1295–1305 miejscowość wymieniona jest w zlatynizowanej formie Wirbicza.

## Znane osoby związane z miejscowością
- Hans Aßmann Freiherr von Abschatz – urodził się 4 lutego 1646 r. w Wierzbnicy, niemiecki mąż stanu, poeta i tłumacz.

## Sport
Od 13.08.2015 w miejscowości funkcjonuje piłkarski klub sportowy ,,Błękitni Wierzbnica'', który bierze udział w rozgrywkach Klasy B w grupie Nowa Sól.